# اچ‌ام‌اس مرماید (۱۷۸۴)
اچ‌ام‌اس مرماید (۱۷۸۴) (به انگلیسی: HMS Mermaid (1784)) یک کشتی بود. این کشتی در سال ۱۷۸۴ ساخته شد.